# Brusselstown Hillfort
Brusselstown Hillfort (auch Brusselstown Ring genannt) liegt in Kiltegan östlich von Baltinglass, südwestlich des Wicklow-Mountains-Nationalparks auf dem Spinans Hill im County Wicklow in Irland. 
Barry Raftery (1944–2010) untersuchte 40 ein- und mehrfach umwallte Anlagen in Irland (bekannt sind etwa 80) und teilte diese Hillforts in drei Klassen ein: 
- Class 1: Einfach umwallte Anlagen aus Erde oder Stein mit oder ohne Graben.
- Class 2: Anlagen mit großräumiger, mehrfacher Umwallung auf Hügeln oder Klippen.
- Class 3: Inland Promontory Forts

Brusselstown Hillfort ist mit 129 ha eines der größten Class-1-Hillforts des Landes. Sein Nordwest-Südost-orientierter, eingefallener Steinwall umschließt eine ovale Fläche von 320 × 200 m. Der nur mehr einen Meter hohe Wall aus Granitsteinen ist zwischen fünf und zwölf Meter breit und wird nicht durch einen Graben ergänzt. Ausgrabungen auf dem Gelände belegten Aktivitäten bis in die späte Eisenzeit. Der Innenraum weist mehrere erhöhte Aufschlüsse aus Kalkstein und einige Hüttenstandorte auf.